# Stéphane Metge
 (mai 2017).
Si vous disposez d'ouvrages ou d'articles de référence ou si vous connaissez des sites web de qualité traitant du thème abordé ici, merci de compléter l'article en donnant les références utiles à sa vérifiabilité et en les liant à la section « Notes et références ».
Pour les articles homonymes, voir Metge.
Stéphane Metge est un réalisateur français né le 22 février 1964 à Florac en Lozère.

## Biographie
Après des études en ingénierie à Alès puis d'informatique à Montpellier, il entre à l'Université Paul-Valéry à Montpellier pour suivre des études en histoire de l'art et en audiovisuel. Il finit son cursus universitaire à l'Jussieu (Paris VII).
Il a travaillé comme assistant réalisateur avec Jean Douchet, André S. Labarthe, Jeanne Labrune et Patrice Chéreau.
Il a réalisé de nombreux films documentaires sur le travail théâtral de Patrice Chéreau, dont le remarqué Une autre solitude diffusé en 1996 sur arte, un film intimiste sur les répétitions de la pièce Dans la solitude des champs de coton de Bernard-Marie Koltès, mis en scène par Patrice Chéreau, avec Pascal Greggory dans le rôle du client et Patrice Chéreau dans le rôle du dealer.
Il est également réalisateur de films de captation de spectacles vivants de théâtre, d'opéra et de cirque. Il a été professeur de cinéma au Cours Florent.

## Filmographie
- Une autre solitude, documentaire théâtre 1995
- Dans la solitude des champs de coton, théâtre 1996
- C'est le vent, cinéma 1996. Avec Frédérique Meininger, Patrick Lancelot et Dimitri Storoge

Festivals de Pantin 1999, 1er prix de Lama (Corse) 1999, Dublin 1999, Alès (Gard) 2000. Murs (Vaucluse) 2001. Villeurbanne (Rhône) 2001. Gay et Lesbien de Grenoble 2002. Cinéma l’Escurial/Paris 2002. Bruxelles 2003. Toronto 2003. Melbourne 2004.
- C'était là depuis l'après-midi, cinéma 1997. Avec Aurore Clément, Christophe Reymond, Dominique Marcas

Festival de Film court de Cergy 2000, Gay et lesbien de Paris 2000.
- Patrice Chéreau, un atelier à la Manufacture des Œillets, documentaire 1998
- 5 leçons de théâtre de Patrice Chéreau, documentaire 1999
- La tribu IOta, cirque 2001
- Phèdre, théâtre 2003, avec Dominique Blanc, Éric Ruf, Marina Hands, Christiane Cohendy, Pascal Greggory à Ateliers Berthier
- Secret, cirque 2004 Cpie Cirque Ici- Johann Le Guillerm
- Cosi Fan Tutte, opéra 2005 mis en scène par Patrice Chéreauau Festival d'Aix-en-Provence
- Monstration 2006 Cpie Cirque Ici- Johann Le Guillerm
- La Maison des Morts, opéra 2007 mis en scène par Patrice Chéreauau Festival d'Aix-en-Provence
- Persécution, making of 2008/2009 du film de Patrice Chéreau
- Patrice Chéreau, Le Corps au Travail, documentaire 2008/2009
- Le Roi Roger, opéra 2009 mis en scène par Krzysztof Warlikowskià l'Opéra Bastille
- Patrice Chéreau, le corps au travail, portrait documentaire 2009
- Médée de Cherubini, opéra 2010 mis en scène par Krzysztof Warlikowski à La Monnaie
- Andromaque, par La Comédie-Française, théâtre 2011 mis en scène par Murielle Mayette
- Rêve d'automne, 2011 mis en scène par Patrice Chéreau au Musée du Louvre
- L’Elisir d’Amore, opéra 2012 mis en scène par Adriano Sinivia
- David et Jonathas de Marc-Antoine Charpentier H 490, opéra 2012 mis en scène par Andreas Homoki, direction William Christie au Festival d'Aix-en-Provence
- Elektra, opéra 2013 mis en scène par Patrice Chéreau au Festival d'Aix-en-Provence
- Secret (2) et Monstration, 2013.2014 Cpie Cirque Ici- Johann Le Guillerm
- Alceste, opéra 2014 mis en scène par Krzysztof Warlikowski au Teatro Real
- Lucrèce Borgia, par La Comédie-Française théâtre 2015 mise en scène par Denis Podalydès avec Thierry Hancisse, Éric Génovèse, Guillaume Gallienne, Christian Hecq, Gilles David, Stéphane Varupenne, Suliane Brahim, Adeline d'Hermy
- Barbe Bleue & La Voix Humaine, opéras 2015.2016 mise en scène Krzysztof Warlikowski à l'Opéra Garnier
- Il Trionfo del Tempo e del Disinganno, opéra 2016 mise en scène Krzysztof Warlikowski au Festival d'Aix-en-Provence
- La Comédie-Française chante Boris Vian, cabaret 2016.2017 au Palais de la Porte Dorée